# Alexandru Novac
Alexandru Mihăiță Novac (n. 24 martie 1997, Adjud, Vrancea, România) este un aruncător de suliță român.

## Carieră
A cucerit medalia de argint la Jocurile Olimpice de Tineret din 2014 de la Nanjing. În anul 2016 sulițașul s-a clasat pe locul 5 la Campionatele Mondiale de Juniori (U20) de la Bydgoszcz. Iar la Campionatele Europene U23 din 2017 a obținut locul 4. În același an a participat la Campionatul Mondial din 2017 de la Londra, dar nu a putut să se califice în finală.
În anul 2018 el a stabilit un nou record național, în reuniunea internațională de la Nembro, cu o aruncare de 86,37 m. Apoi s-a clasat pe locul 17 la Campionatul European de la Berlin. La Campionatul European de Tineret (U23) din 2019 de la Gävle a obținut medalia de argint și la Campionatul Mondial din 2019 de la Doha s-a clasat pe locul 13. La Jocurile Olimpice de la Tokio a obținut locul 12. Apoi a fost numit cel mai bun atlet român al anului de Federația Română de Atletism.
La Campionatul European din 2022 de la München sulițașul a ocupat locul 9.
Sportivul este antrenat de Mihaela Melinte, fostă campioană mondială la probă de aruncare a ciocanului.

## Realizări
| An   | Competiție                               | Locație                | Loc | Note    |
| ---- | ---------------------------------------- | ---------------------- | --- | ------- |
| 2014 | Jocurile Olimpice de Tineret             | Nanjing, China         | 2   | 73,98 m |
| 2015 | Campionatul European de Juniori (sub 20) | Eskilstuna, Suedia     | 10  | 69,94 m |
| 2016 | Campionatul Mondial de Juniori (sub 20)  | Bydgoszcz, Polonia     | 5   | 72,91 m |
| 2017 | Campionatul European de Tineret          | Bydgoszcz, Polonia     | 4   | 77,76 m |
| 2017 | Campionatul Mondial                      | Londra, Marea Britanie | 29  | 74,67 m |
| 2018 | Campionatul European                     | Berlin, Germania       | 17  | 76,44 m |
| 2019 | Campionatul European de Tineret          | Gävle, Suedia          | 2   | 81,75 m |
| 2019 | Campionatul Mondial                      | Doha, Qatar            | 13  | 82,12 m |
| 2021 | Jocurile Olimpice                        | Tokio, Japonia         | 12  | 79,29 m |
| 2022 | Campionatul Mondial                      | Eugene, Statele Unite  | 25  | 75,20 m |
| 2022 | Campionatul European                     | München, Germania      | 9   | 75,78 m |
| 2023 | Campionatul Mondial                      | Budapesta, Ungaria     | 25  | 75,75 m |
| 2024 | Campionatul European                     | Roma, Italia           | 17  | 77,57 m |
| 2024 | Jocurile Olimpice                        | Paris, Franța          | 17  | 81,08 m |

## Recorduri personale
| Probă             | Performanță | Dată         | Locație        |
| ----------------- | ----------- | ------------ | -------------- |
| Aruncarea suliței | 86,37 m RN  | 5 iulie 2018 | Nembro, Italia |

## Legături externe
- Alexandru Novac la Comitetul Olimpic și Sportiv Român (arhivat)
- en Alexandru Novac la World Athletics
- en Alexandru Novac la Olympedia.org
- en  Alexandru Novac la athleticspodium.com
- en  Alexandru Novac Arhivat în 13 august 2021, la Wayback Machine. la olympics.com